# Вахрушева (деревня)
Вахрушева — деревня в Тобольском районе Тюменской области России, входит в состав Загваздинского сельского поселения.
Расположена на реке Каракундуски в 2,5 км от правого берега Иртыша и в 27 км к восток-юго-востоку от Тобольска. Имеется местная автодорога вдоль правобережья Иртыша (от Тобольска до села Курья).
В деревне две улицы — Совхозный переулок и Трудовая.
в 1931 году создан колхоз "Путь рабочих".

## Население
| 2010 |
| ---- |
| 25   |

Национальный состав: русские — 80 %, украинцы — 12 %.